# Povijest Libanona
Povijest Libanona seže i oko 3000. godine prije Krista. Njegov obalni pojas nastanjivali su semitski narod Kanaanci, koje su Grci prozvali Feničani, zbog činjenice da su prodavali ljubičastu tintu (grč. phoinikies).
Fenicija nije postojala kao centralizirana politička cjelina, jer je bila podijeljena na nekoliko gradova-država, kao što su: Tir, Sidon i Biblos (danas poznat kao Sur, Saida i Jebail). Zbog prirode teritorija, Feničani su se okrenuli moru, koje su koristili za razvoj trgovačke djelatnosti. Biblos, jedan od najvažnijih feničkih gradova, održavao je veze sa starim Egiptom u vrijeme Starog kraljevstva, u koji je izvozio ulje, vino i drvo. Odnosi Fenicije s Egiptom prekinuti su oko 17. stoljeća prije Krista, kada su Hiksi napali zemlju faraona. Nakon što je Amosis I., prvi faraon 18. egipatske dinastije, protjerao Hikse, počelo je razdoblje egipatske dominacije nad Fenicijom. Pad Egipta od 14. stoljeća pr. Kr. nadalje omogućio je Feniciji da ponovno stekne svoju neovisnost u 12. stoljeću pr. Kr.
Majstori u umijeću navigacije, Feničani će nastaviti osnivati trgovačka mjesta u mediteranskom bazenu, na Cipru, u sjevernoj Africi (Utica i Kartaga) i na Pirinejskom poluotoku (Cádiz).
Između 875. i 608. pr. Kr., fenički su gradovi izgubili svoju neovisnost u korist Asirije, iako su je pokušali vratiti kroz nekoliko pobuna. Sredinom 8. stoljeća pr. Kr., Tir i Biblos su se pobunili, ali ih je Tiglat-Pileser III. pokorio, nametnuvši im velike poreze. U 7. stoljeću pr. Kr., Sidon se pobunio i Asarhadon ga je potpuno uništio; njegovi su stanovnici bili porobljeni. Na ruševinama Sidona, Asarhadon je naredio izgradnju novog grada. Krajem 7. stoljeća pr. Kr., Asiriju je uništila nova sila regije, Babilon. Pobune su postale još češće u razdoblju babilonske dominacije. Tir je digao ustanak, nakon što je trinaest godina odolijevao opsadi koju su nametnule trupe Nabukodonozora II. Babilonska vladavina završila je kada je Kir II. osvojio Babilon 539.-538. pr. Kr.
Nakon smrti Aleksandra Velikog 323. pr. Kr., njegovo će carstvo biti podijeljeno između njegovih generala. Isprva je feničke gradove kontrolirala egipatska dinastija Ptolomejeva, koju je utemeljio Ptolomej I.; od oko 200. pr. Kr. prešli su u domenu Seleukida, koji su ih zadržali do rimskog osvajanja Pompeja 64. pr. Kr.
Fenicija je bila uključena u rimsku provinciju Siriju. Grad Beirut bio je cilj važnog programa javnih radova tijekom vladavine Heroda Velikog, nakon što mu je car August dodijelio status kolonije. Feničani, organizirani u nekoliko gradova-država, proširili su pomorsku trgovinu po Sredozemlju i osnovali nekoliko kolonija diljem sjeverne Afrike, od kojih je najvažnija Kartaga (današnji Tunis). Kartaga je bila kolonija grada Tira, glavnog feničkog grada u pomorskoj trgovini. Kada je Aleksandar Veliki opkolio i zauzeo Tir, gradska aristokracija pobjegla je u Kartagu. Među podvizima starih Feničana je izum abecednog pisma, koje su prilagodili Grci i sami Semiti, što je dovelo do današnjeg rimskog, grčkog, ćiriličnog i arapskog alfabeta.
Još jedan veliki podvig bilo je feničko putovanje oko Afrike, napravljeno tisućama godina prije nego što su to učinili Portugalci. Nakon pada pod makedonsku vlast, središte feničke kulture postala je Kartaga, a regija je izgubila velik dio svoje velike važnosti. Godine 146. pr. Kr., Kartagu je uništilo Rimsko Carstvo tijekom Trećeg punskog rata, a fenička se kultura raspršila i na Bliskom istoku i u sjevernoj Africi (čak i sam alfabet Tuarega, koji je prethodio Arapima, dolazi izravno iz feničkog alfabeta). Libanon, praktički protektorat carstava koja su ga okruživala, pada pod rimski jaram.
U to vrijeme, u gradu Berilosu (današnji Beirut) nastala je jedna od najvećih Pravnih škola u Rimskom Carstvu. Podjelom Carstva prelazi na bizantsko područje. Carstvo je pokazalo malo interesa za regiju, koju je u to vrijeme preobratila Maronitska Crkva (većinska katolička denominacija u Libanonu do danas).
U visokom srednjem vijeku preuzeli su ga Arapi i pripojili ga Siriji. Budući da je blizu glavnog grada kalifata, Damaska, došlo je do razumnog razvoja u regiji. Tijekom križarskih ratova, zauzeli su ga križari, koji su svoju prijestolnicu osnovali u Tripoliju i podvrgli Maronitsku Crkvu - Rimokatoličkoj Crkvi. Budući da je djelovao u feudalnom sustavu, Libanon su brzo ponovno zauzeli Arapi, a nedugo zatim i Osmansko Carstvo.
Nakon kolapsa Osmanskog Carstva nakon Prvog svjetskog rata, Liga naroda dala je Francuskoj mandat nad pet pokrajina koje čine današnji Libanon. Moderni libanonski ustav, nacrt 1926. godine, određuje ravnotežu političke moći između glavnih vjerskih skupina, točnije između muslimana i maronita.
Zemlja je stekla neovisnost 1943., a francuske trupe povukle su se 1946. Libanonska povijest od neovisnosti obilježena je naizmjeničnim razdobljima političke stabilnosti i preokreta (Libanonski građanski rat), isprepletenim prosperitetom stečenim položajem Bejruta kao regionalnog središta financija i poslovanja.